# Terni Festival Internazionale della Creazione Contemporanea
Il Terni Festival Internazionale della Creazione Contemporanea è un festival internazionale di teatro contemporaneo che si svolge a Terni, in Umbria, nel mese di settembre. Nato nel 2006 con il nome di Es.terni. Festival Internazionale della Creazione Contemporanea, il festival ha poi cambiato negli anni il nome in quello attuale.

## Storia del festival

### 2006: DalCAOSadEs.terni
Il festival, inizialmente denominato Es.terni. Festival Internazionale della Creazione Contemporanea, è stato ideato dall'associazione Indisciplinarte grazie ad un finanziamento dell'Unione europea nell'ambito del progetto di un polo per le Arti contemporanee e per la riqualificazione di aree industriali dismesse. A tale scopo nasce il CAOS - Centro Arti Opificio Siri, dislocato nei 5600 metriquadri della vecchia struttura della chimica SIRI, luogo dove si svolge il festival ogni anno. Il festival, nato come laboratorio di ricerca, sviluppo e promozione dei nuovi linguaggi, pone da subito maggior attenzione ai progetti volti a superare le categorie tra performance art, teatro, danza e musica. Un occhio particolare è poi rivolto dal festival verso quegli spettacoli che, superando il concetto di quarta parete entrano in relazione diretta con il pubblico, coinvolgendolo. Fin dalla sua prima edizione, nei dieci giorni del festival venne proposto un ampio programma composto da 23 compagnie provenienti da tutta Europa.
Nel 2008 viene assegnato al Terni Festival ed alla sua collaborazione con il Teatro Stabile dell'Umbria, il Premio Nuove Creatività dall'Ente Teatrale Italiano.

### 2010-2016: Terni Festival Internazionale della Creazione Contemporanea
Dal 2010 la manifestazione assume la denominazione Terni Festival Internazionale della Creazione Contemporanea.
Nel 2011 il festival presenta diverse sezioni con diversi titoli, proponendosi così diverse linee di ricerca: 1)Fast, che fu il cuore del festival per numero di proposte distribuite per gli 11 giorni del festival, si proponeva di indagare i "processi evolutivi che cambiano il mondo". In questa sezione furono inseriti tra gli altri lavori di Emma Dante, Babilonia Teatri e Teatro Sotterraneo. 2) Nella sezione Intersection, in collaborazione con la Quadriennale di Praga ed il MiBAC sul tema intimacy and spectacle. 3) Miniatures prende ispirazione dagli accadimenti della Primavera araba, ponendosi la domanda "come ci si apre all’altro senza perdere se stessi?" Tra gli artisti di questa sezione vi furono Alia Sellami (Tunisi), Meryem Jazouli (Casablanca), Sheyma Aziz (Il Cairo), GruppoNanou (Ravenna) e Danya Hammoud (Beirut). 4) Umbria creativa vedeva invece inseriti i più promettenti nomi della performance art umbra.
L'edizione del festival del 2012 vede il sottotitolo Up to you, demarcando così l'intento della direzione artistica di ridefinire nelle scelte il rapporto tra attore e spettatore ed assieme a loro ridefinire il ruolo politico del teatro. Su questa linea, si proposero spettacoli di compagnie come Accademia degli Artefatti, Jeux W, Teatro Sotterraneo, Flavia Rastrella e Antonio Rezza, Philippe Quesne/Vivarium Studio, oltre ad una serie di incontri ed happening contemporanei dei canadesi Mammalian Diving Reflex o degli israeliani Public Movements.
Nel 2016 il festival di Terni prende il concetto dell'Antropocene come filo conduttore degli spettacoli della sua decima edizione, nel tentativo di ripartire dall'incontro tra uomo, città e natura. Su questa linea, il festival umbro, oltre ai trenta progetti presenti (9 anteprime mondiali), propone anche Foresta che coinvolse 5 architetti europei nel progettare 5 case sugli alberi abitate per tutta la durata dell'evento da altrettanti artisti. Il decimo compleanno del Festival balzerà però alle cronache nazionali generaliste per via di una scena di sesso esplicito nello spettacolo di Florentina Holzinger e Vincent Riebeek dal titolo Schönheitsabend, che generò un dibattito sull'opportunità e l'uso del sesso negli spettacoli dal vivo. Ad amplificare ancor più tale dibattito fu l'interrogazione parlamentare del deputato Pietro Laffranco di Forza Italia al Ministro dei beni e delle attività culturali Dario Franceschini, sull'opportunità di utilizzare fondi pubblici per spettacoli dai contenuti, a suo dire, solo pornografici. Il dibattito italiano coinvolse inoltre lo storico della danza tedesco Eike Wittrock dell'Università di Hildesheim, che allo spettacolo aveva collaborato, e che contribuì con una Lettera dagli artisti che difendeva lo spettacolo e che fu pubblicata da diverse riviste di settore.

## Edizioni del festival
2006
Teatro Valdoca (ITA), Mariangela Gualtieri (ITA), Kassim Bayatly e Claudio Meldolesi (UK/ITA), Luca Sossella (ITA), DV8 (UK), Laika & Time Circus (BE), Caravan Kermesse (ITA), Salvatore Puglia (CH), Heinrich Lueber (GH), Emma Dante (ITA), Vincenzo Schino (ITA), Sonia Gómez Vicente (ES), Gruppo Nanou (ITA), Dimmer (ITA), Teatro di Legno (ITA), Massimo Furlan (CH), Ambra Senatore (ITA), Antonio Latella (ITA), Teatrusica (ITA), Orthographe (ITA), Heine Røsdal Avdal (NOR), Catia Dalla Muta (ITA), Compagnie Dakar (NL), Teatri del Vento (ITA), Deja Donne (ITA).
2007
2008
2009
2010
2011
Emma Dante (ITA), Ricci/Forte (ITA), Babilonia Teatri (ITA), ErosAntEros (ITA), Eva Meyer-Keller (D), Fibre Parallele (ITA), Fosca (ITA), Graheme Miller (UK), Granhøj Dans (DK), MP5 (ITA), Radhouan el Meddeb (FR/Tunisia), Teatro Sotterraneo (ITA), Volker Gerling (D), Lucy Suggate (UK), Clement Layes (D), Elisa Fontana (ITA), Dries Verhoeven (NL), Fergal Mc Carthy (IRL), Solfasirc (ES), Mareunrol’s (LV), Hans Rosenstorm (Helsinki), Paul Divjak (A), Dace Dzerina (LV), Dejan Kaludjerovic (A), Joao Galante e Ana Borralho (PT), Kretakor (HU), Egon Tobiáš (CZ), Alia Sellami (Tunisi), Meryem Jazouli (MA), Sheyma Aziz (EGY), GruppoNanou (ITA), Andrea Abbatangelo (ITA), Leo Castro (ES), Carme Torrent (ES), Danya Hammoud (LBN)
2012
2013
Gianluca Costantini (ITA), Martin Lewden (FR), Sigurder Atli Sigurdsson (IS), Carolina Balucani (ITA), Marco Austeri e Valentina Jalali (ITA), Katia Giuliani (ITA), Mindgroup (IS), OMSK/Lotte Van Den Berg (NL), Motus (ITA), Cristina Rizzo/CAB008 (ITA), Tony Clifton Circus (ITA), Caterina Poggesi/Fosca (ITA), David Espinosa (ES), Fratelli dalla Via (ITA), Collettivo Internoenki (ITA), Theatre Replacement (CND), Daniele Ninarello (ITA), Silvia Costa (ITA), Pathosformel (ITA), Kinkaleri (ITA), Rinkogun (J), Mara Cassiani (ITA), 7/8 Chili (ITA), Cuocolo/Bosetti IRAA Theatre (ITA/AU), Simona Bertozzi/Enrico Pitozzi (ITA), Marlene Monteiro Freitas (PT), Robih Mroué (LB), Zimmerfrei (ITA), Marco D'Agostin (ITA), NO - Dance First, Think Later (ITA), Beatrice Baruffini (ITA), TPO (ITA), Companya Pere Faura (ES), Julie Nioche (FR), Alessandro Sciarroni (ITA), Kinkaleri/John Giorno (ITA/USA)
2014
Contact Gonzo (J), Martin Chaput & Martial Chazallon (F), Cristina Rizzo (ITA), Milo Rau/IIPM (CH/DE), Alex Checchetti (ITA), Raffaella Giordano/Maria Muñoz (ITA/ES), Opera (ITA), Andy Field (UK), Roberto Costa Augusto (ITA/ES), Fabritia D'Intio (ITA), Luisa Contessa (ITA), Marcella Valentina Mancini (ITA), Lucia Guarino (ITA), Oscar Gòmez Mata/L'Alakran (CH), Mara Cassiani (ITA), CIE. Willi Dorner (AT), Ivana Müller (CH/F), Eli Keszler (USA), Beatrice Baruffini (ITA), Desiderio (ITA), Tim Spooner (UK), Babilonia Teatri (ITA), Alfredo Zinola e Felipe Gonzàlez (ITA/DE), Fosca (ITA), Ruma Budaya Nusantara (IDN), Mladen Alexiev e Eleonora Anzini (BG/ITA).
2015
Leonardo Delogu, Valerio Sirna, Hélène Gautier (ITA/FR), Francesco Soave (ITA), Gruppo R (ITA), Michele Marco Rossi (ITA), Robert Montgomery (UK), El Conde DE Torrefiel (Es), Phil Hayet, Maria Jerez, Thomas Kasebacher (CH/ES/AT), Cie Olivier Grossetete (FR)Delogu-Spina-Gautier (ITA/FR), Romeo Castellucci/Socìetas Raffaello Sanzio (ITA), Opera (ITA), Valentino Mannias (ITA), Teatro Sotterraneo (ITA), Ligna (DE), Compagnia Enzo Cosimi (ITA), Arkadi Zaides (IL), Livia Ferracchiati (ITA), The Shivas (US), France Distraction (FR/BE), Markus Öhrn (SE), Seeinteracting (ITA), Stefano Cipiciani e Massimiliano Civica (ITA), Generazione Scenario/Mario De Masi (ITA), Gruppo Nanou (ITA), Silvia Costa (ITA), Motus (ITA), Generazione Scenario/Dispensabarzotti (ITA), Generazione Scenario/Caroline Baglioni (ITA), Christian Bakalov (BG/BE), Movimenti/Pardes Rimonium (ITA/FR), Trikster (CH), Marco Plini/Carolina Balucani (IT), Têtes de Bois (ITA).
2016
Crista (ITA), Alex Cecchetti (ITA), Luigi Coppola e Christophe Meierhans (ITA/BE), Opera (ITA), Livia Ferracchiati (ITA), Ossiuri (ITA), Marino Formenti (ITA/AT), Francesca Grilli (ITA), Annamaria Ajmone, Milo Rau/IIPM (CH/BE), Strasse (ITA), Lucia Calòamaro (ITA), Jan Martens (NL), Salvo Lombardo/Isabella Gaffè (ITA), OHT-Officine For A Human Theatre (ITA), David Brutti (ITA), Lotte Van Der Beg (NL), Fernando Rubio (ARG), Caroline Baglioni/Società dello Spettacolo (ITA), 박박PARKPARK (COREA DEL NORD), Circus Ronaldo (BE), Trickster (CH), Florentia Holzinber & Vincent Riebeek (AT/NL/BE), Fosca/Caterina Poggesi e Cesare Torricelli (ITA), Babilonia Teatri (ITA).

## Enti coinvolti

### Patrocinio
- Programma Cultura 2007/2013 Dell'Unione europea
- Ministero dei beni e delle attività culturali e del turismo
- Regione Umbria
- Comune di Terni
- Camera di Commercio Terni

### Supporto
- Progetto Transarte
- Institut français
- Ministère de la Culture et de la Communication
- Institut français Italia
- British Council
- Prohelvetia
- Corodis
- Loterie Romande